# Fabriciopsis hystrix
Fabriciopsis hystrix là một loài ruồi trong họ Tachinidae.